# Comuna Lovreć, Split-Dalmația
Lovreć este o comună în cantonul Split-Dalmația, Croația, având o populație de 1.699 de locuitori (2011).

## Demografie
Componența etnică a comunei Lovreć
     Croați (99,59%)
     Necunoscut (0%)
     Neclasificat (0,29%)
Componența confesională a comunei Lovreć
     Catolici (99,12%)
     Necunoscută (0,53%)
     Alte religii (0,35%)
Conform recensământului din 2011, comuna Lovreć avea 1.699 de locuitori. Din punct de vedere etnic, majoritatea locuitorilor (99,59%) erau croați. Din punct de vedere confesional, majoritatea locuitorilor (99,12%) erau catolici. Pentru 0,53% din locuitori nu este cunoscută apartenența confesională.